# El Molino (teatro)
El Molino è un café-concert di Barcellona, tra i più noti d'Europa per una buona parte del XX e XXI secolo. È stato sempre considerato uno spazio di trasgressione dei limiti del consentito, con una forte capacità di creare linguaggi propri, sul filo del doppio senso, e con l'abilità di sfuggire alle censure di ogni periodo. Con le sue caratteristiche pale rosse di mulino sulla facciata, è stato il teatro più famoso del Paral·lel, viale noto anche come "strada dei teatri d'Europa" per la sua alta concentrazione di spazi scenici.
Il teatro iniziò le sue attività nel 1898 col nome di Pajarera Catalana. Nel 1910, cambiò il nome in Petit Moulin Rouge (in catalano, Petit Molí Roig) ma nel 1939, con l'avvento della dittatura franchista fu costretto a cambiare il nome, usando la denominazione in lingua spagnola (essendo stato vietato l'uso del catalano) ed eliminando l'aggettivo "rosso" per le connotazioni politiche che avrebbe potuto suggerire. Da allora, il teatro è noto col nome attuale, El Molino.
Dopo la ristrutturazione terminata nell'ottobre 2010, guidata dall'impresa Ocio Puro e dall'impresaria Elvira Vázquez, El Molino è tornato in attività come sala di music-hall, in cui si può assistere agli spettacoli bevendo o consumando una cena preparata da chef di nome. Ogni settimana ospita spettacoli di musica, teatro, flamenco e soprattutto rivista, cabaret burlesque e music hall, sotto la direzione di Josep Maria Portavella, già componente del gruppo The Chanclettes.

## Storia

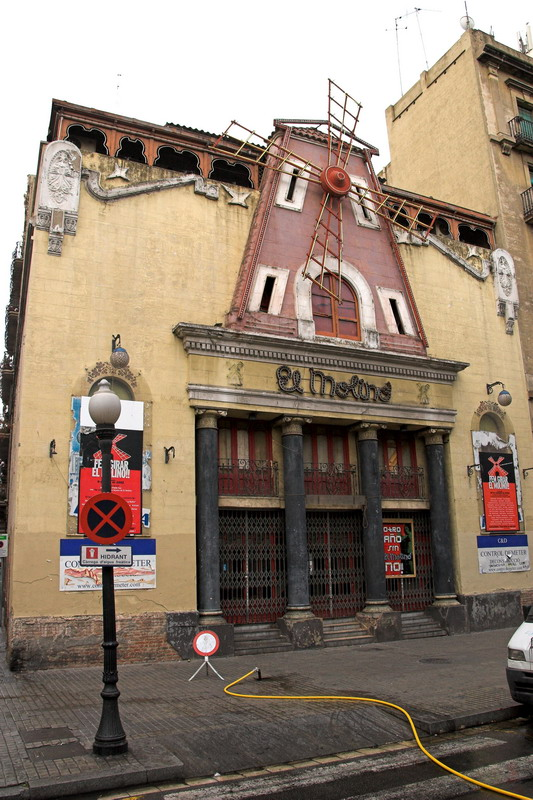
Facciata del Molino con la sua immagine caratteristica nel 2006, prima dell'ultima ristrutturazione

### Origini
L'origine del Molino si colloca nel 1898 lungo l'Avinguda del Paral·lel, nel cuore del Poble Sec, che era noto anche come la "Montmartre barcellonese" per la quantità di teatri di varietà, café-concert e music-hall presenti nella zona. Sul sito dell'attuale teatro sorgeva un'osteria malfamata chiamata La Pajarera. Nel 1899, il suo proprietario, stanco di aver a che fare con marinai ubriachi e operai rissosi, vendette l'attività per una somma di cento peseta a un andaluso trasferitosi a Barcellona in cerca di fortuna. Il nuovo proprietario cambiò il nome della taverna in La Pajarera Catalana, collocandovi un parquet precario di tre metri di lunghezza dove si tenevano spettacoli di flamenco ad opera di giovani aspiranti ballerine andaluse in cerca di successo. In seguito si aggiunse un travestito che raccontava storielle. Nessuno degli artisti guadagnava denaro e dovevano confezionarsi da sé i costumi; avevano tuttavia assicurati vitto e alloggio, dormendo in una camerata situata dietro al palcoscenico.
A partire dal 1901 la Pajarera Catalana iniziò ad avere successo e migliorò sensibilmente la qualità degli spettacoli, inserendo nel programma delle brevi zarzuele e i numeri del Caballero Felip, ventriloquo e artista polivalente molto popolare nei locali del Paral·lel degli anni Dieci (come i caffè-teatri Gran Teatro Español e Condal). Oltre agli spettacoli, era previsto un servizio di ristorante con menu alla carta e perfino un servizio di trasporto automobilistico gratuito per favorire l'afflusso della clientela dalla Rambla. Questo servizio era notturno e iniziava alle due di notte, con partenza dalla Boqueria lungo l'allora Carrer Conde de Asalto.
Nonostante i servizi offerti e l'ingaggio di alcune prostitute per allargare l'offerta del locale, l'attività rimaneva poco redditizia e nell'aprile 1905 la Pajarera Catalana cambiò nuovamente proprietario e nome, chiamandosi Gran Salón del Siglo XX. Nella nuova gestione, gli spettacoli di varietà si alternavano alle prime proiezioni cinematografiche, come facevano anche molti altri locali del Paral·lel, seguendo il successo che avevano queste iniziative.

### DalPetit Moulin RougeaEl Molino
Nel 1908 fa la sua comparsa nel nome del locale il riferimento al mulino, in lingua francese: Petit Moulin Rouge probabilmente con riferimento all'originario Moulin Rouge di Rue Pigalle a Parigi. Questo nome fu mantenuto fino al 1916, con l'eccezione di una breve parentesi di cinque mesi nel 1910, durante i quali il locale si chiamò Petit Palais, altro riferimento diretto all'omonimo edificio parigino destinato a mostre ed esposizioni.

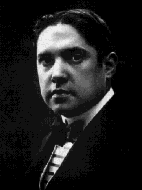
Manuel Joaquim Raspall progettista della facciata tuttora esistente

Sempre nel 1910 furono realizzati i lavori che diedero all'interno la configurazione che fu mantenuta fino alla chiusura del teatro, ad opera dell'architetto Manuel Joaquim Raspall, discepolo di Lluís Domènech i Montaner, che diede un tocco modernista alla struttura.
Nel 1916 il nome fu cambiato ancora in Moulin Rouge; nonostante siano noti con certezza i cambi di nome, gli storici e i cronisti dei teatri del Paral·lel non sono concordi sulle date esatte in cui questi ebbero luogo.
Nel 1926 il locale interruppe la sua attività di spettacoli e per un breve periodo diventò la sede della Unión Patriótica Española, il partito fondato da Miguel Primo de Rivera.
Nel 1929, probabilmente in coincidenza con l'Esposizione universale, fu rimodellata anche la facciata, con l'aggiunta degli elementi decorativi tipici del mulino, ossia l'immagine attuale con le caratteristiche pale. La nuova facciata non sostituì la precedente: fu infatti costruita ex-novo davanti alla vecchia, lasciando una camera d'aria intermedia. I lavori furono condotti dall'architetto Joan Alemany Juvé. L'impresario all'epoca era Antoni Astell, che rivestì tale incarico dal 1913 fino al termine della guerra civile spagnola e che viveva nel carrer Blai, molto vicino al locale.
Gli spettacoli proseguirono anche durante la guerra civile, sotto la gestione del sindacato anarchico CNT che, in linea con le idee rivoluzionarie, impose un salario identico per tutti i dipendenti del teatro, camerieri, ballerine e vedette, indipendentemente dal tipo di lavoro svolto.

### Il franchismo
Nel 1939, con l'avvento del franchismo, il governo obbligò a cambiare il nome Petit Moulin Rouge, essendo proibito l'impiego di qualsiasi lingua che non fosse il castigliano, imponendo inoltre l'abbandono dell'aggettivo "rosso", che la dittatura associava politicamente al comunismo: fu allora che il teatro assunse il nome attuale El Molino.
In quel periodo il teatro era stato acquistato da Francisco Serrano, già proprietario del Bataclán, altro teatro storico che prendeva il nome da un locale parigino. Serrano puntò a un pubblico più colto e al tempo stesso più ricco e raffinato, in grado di pagare prezzi maggiori per le consumazioni e di permettersi bottiglie di cava, avviando al contempo un mercato nero soprattutto di penicillina, nei punti più discreti del locale.
Durante gli anni sessanta, dopo un fallimento comprensivo anche di sequestro, il locale passò nelle mani della vedova, conosciuta come Doña Fernandita, un'impresaria accorta che con mano ferma riuscì a rimettere in sesto i conti del locale, fino a quando, a metà degli anni novanta, vi fu la decadenza e la progressiva chiusura definitiva di tutti i locali di spettacolo di questo genere.

### Periodo di transizione e fine del XX secolo

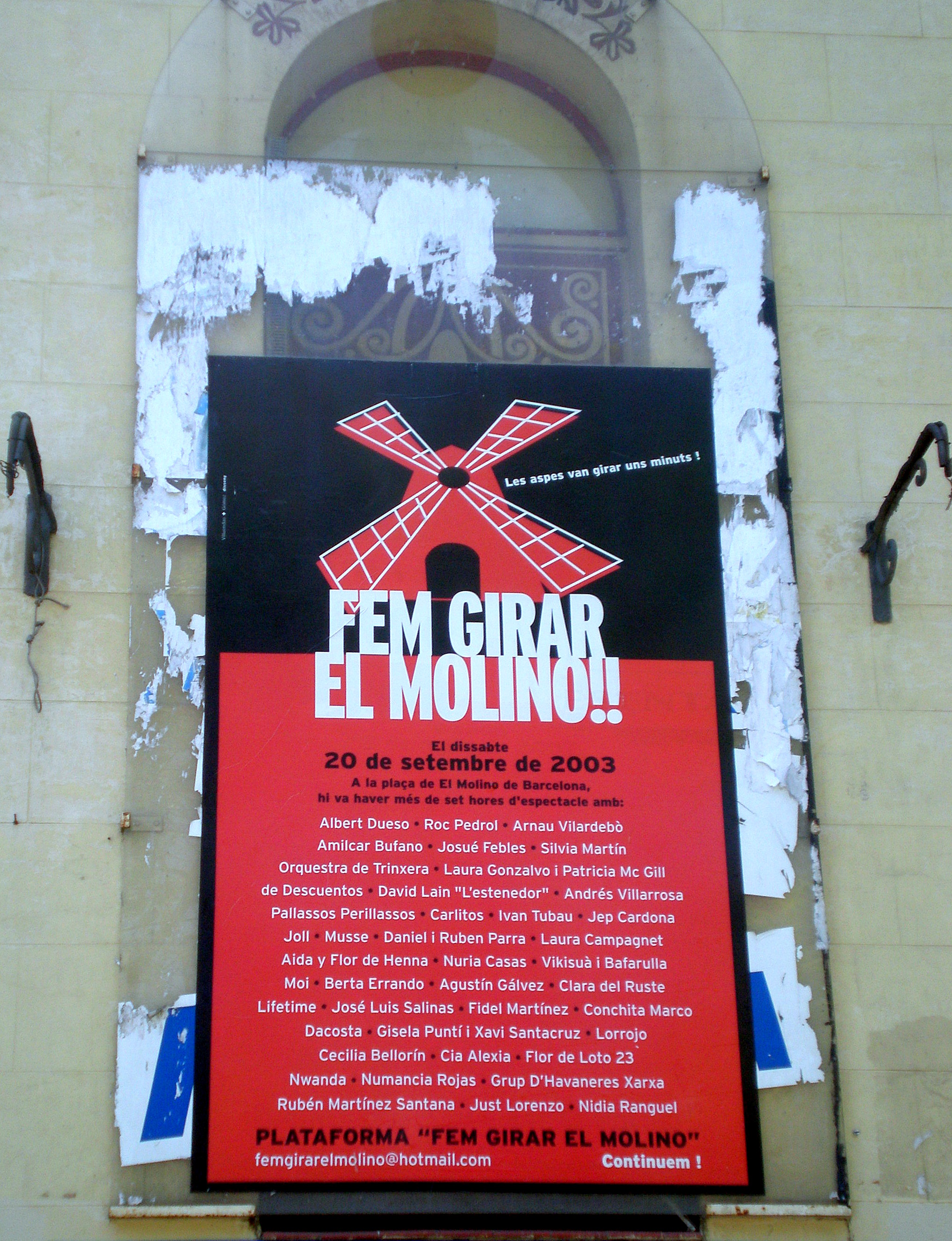
Annuncio dell'iniziativa "Fem Girar el Molino" per ottenere la riapertura del teatro

L'apertura di idee e l'ondata di libertà che seguì la fine della dittatura ebbe come conseguenza la fine dell'unicità dell'offerta del Molino. La trasgressione, i costumi stravaganti e sopra le righe, il nudo e il kitsch divennero moda comune, al seguito della movida madrilena che portò ad un allontanamento dai gusti tradizionali barcellonesi e catalani. Inoltre, molti impresari non seppero o non furono in grado di adattare l'offerta di spettacolo ai cambiamenti nel modo di divertirsi.
Nonostante tutto, El Molino nel 1976 vinse la prima edizione del premio d'arte parateatrale FAD Sebastià Gasch istituito dal Foment de les Arts i del Disseny (FAD).
Il 14 novembre 1997, la vedette Merche Mar fu la protagonista dell'ultimo spettacolo Pluma y peineta, prima della chiusura del locale a tempo allora indeterminato.

### Il XXI secolo

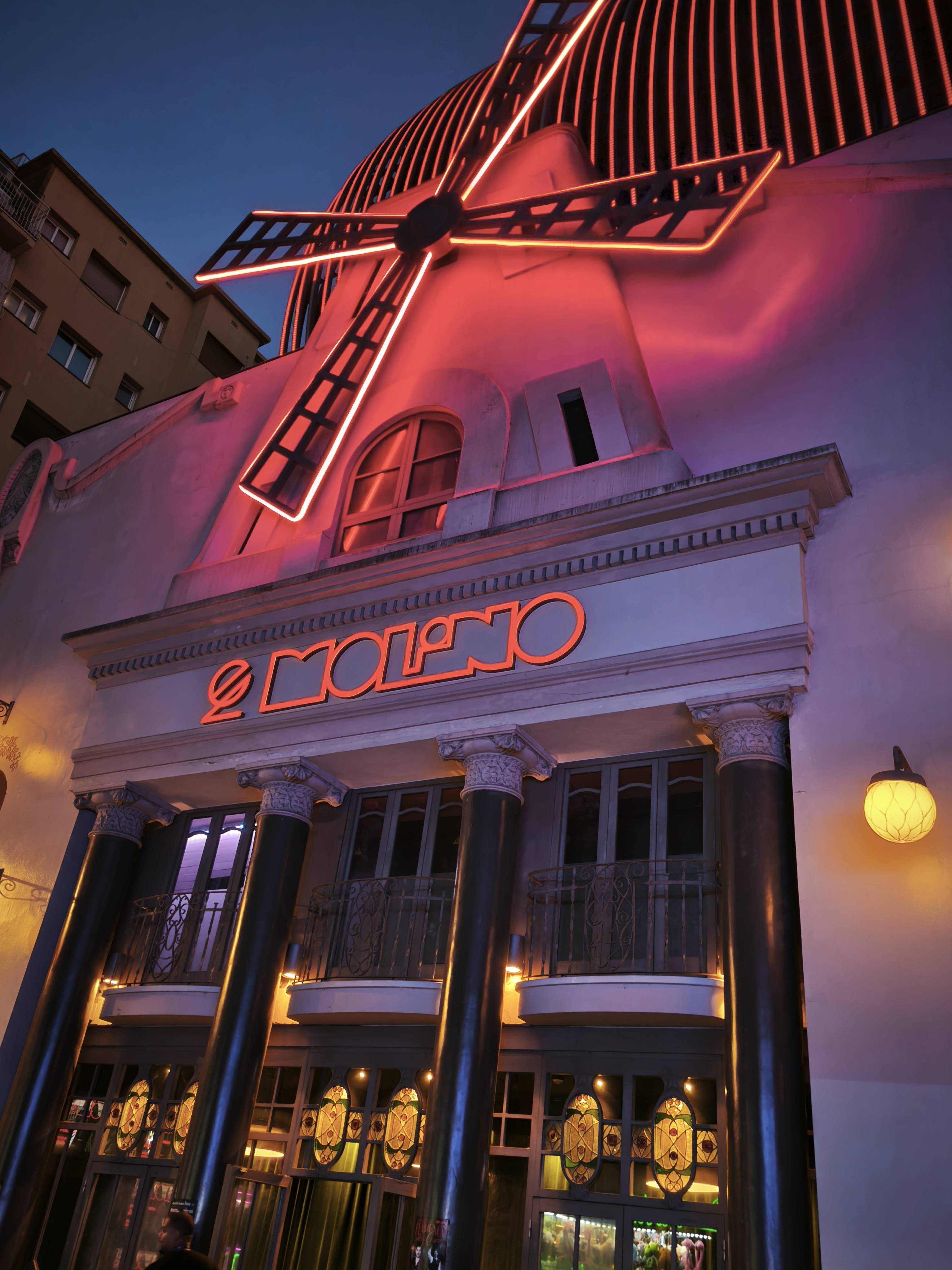
La facciata del Molino dopo la riapertura nel 2024 con il nuovo logo

Dopo una serie di trattative fallite con alcuni investitori dell'est Europa, un gruppo costituito da diciassette imprese private investì quindici milioni di euro nell'ampliamento e nel rinnovo del teatro, con il progetto di organizzare una nuova programmazione. Per la riapertura fu deciso di mantenere il nome imposto dalla dittatura, El Molino, perché ormai era quello con cui era conosciuto popolarmente dai barcellonesi. Furono mantenuti stile e filosofia, ma si introdussero le nuove tecnologie audiovisive e la musica elettronica.
Il nuovo El Molino fu inaugurato il 18 ottobre 2010 con la messa in scena dello spettacolo Made in Paral·lel, che ripercorreva la storia del teatro e i vari artisti e generi teatrali da esso ospitati. Merche Mar fu la protagonista dello spettacolo che vide esibirsi tra gli altri Pepa Charro (nota come Terremoto de Alcorcón), The Chanclettes, Úrsula Martínez, Belinda Blind e Amador Rojas, con Víctor Masáni come maestro di cerimonie. Il pubblico era composto dagli abitanti del quartiere del Poble sec e da diverse personalità tra cui l'allora sindaco di Barcellona Jordi Hereu, l'ex-presidente della Generalitat de Catalunya Pasqual Maragall e l'allora presidente José Montilla.
Il fondo documentale del teatro è conservato presso il Centre de Documentació i Museu de les Arts Escèniques e consta di otto casse di partiture e tre di documenti amministrativi, tutti catalogati.
Dopo la crisi dovuta alla pandemia di COVID-19 che ha avuto un impatto pesante sulla gestione economica, nel luglio 2021 l'Ajuntament di Barcellona ha annunciato l'acquisto del Molino e che avrebbe indetto una gara d'appalto per una gestione privata. Nel 2024 la gara è stata vinta dalla società Barcelona Events Musicals, organizzatrice anche del Festival Cruïlla, per realizzare concerti jazz e folk e altre iniziative culturali, per una durata di quattro anni. La nuova inaugurazione si è svolta il 27 ottobre 2024 e la stagione musicale è iniziata il 1º novembre successivo.

## L'edificio

### Esterno

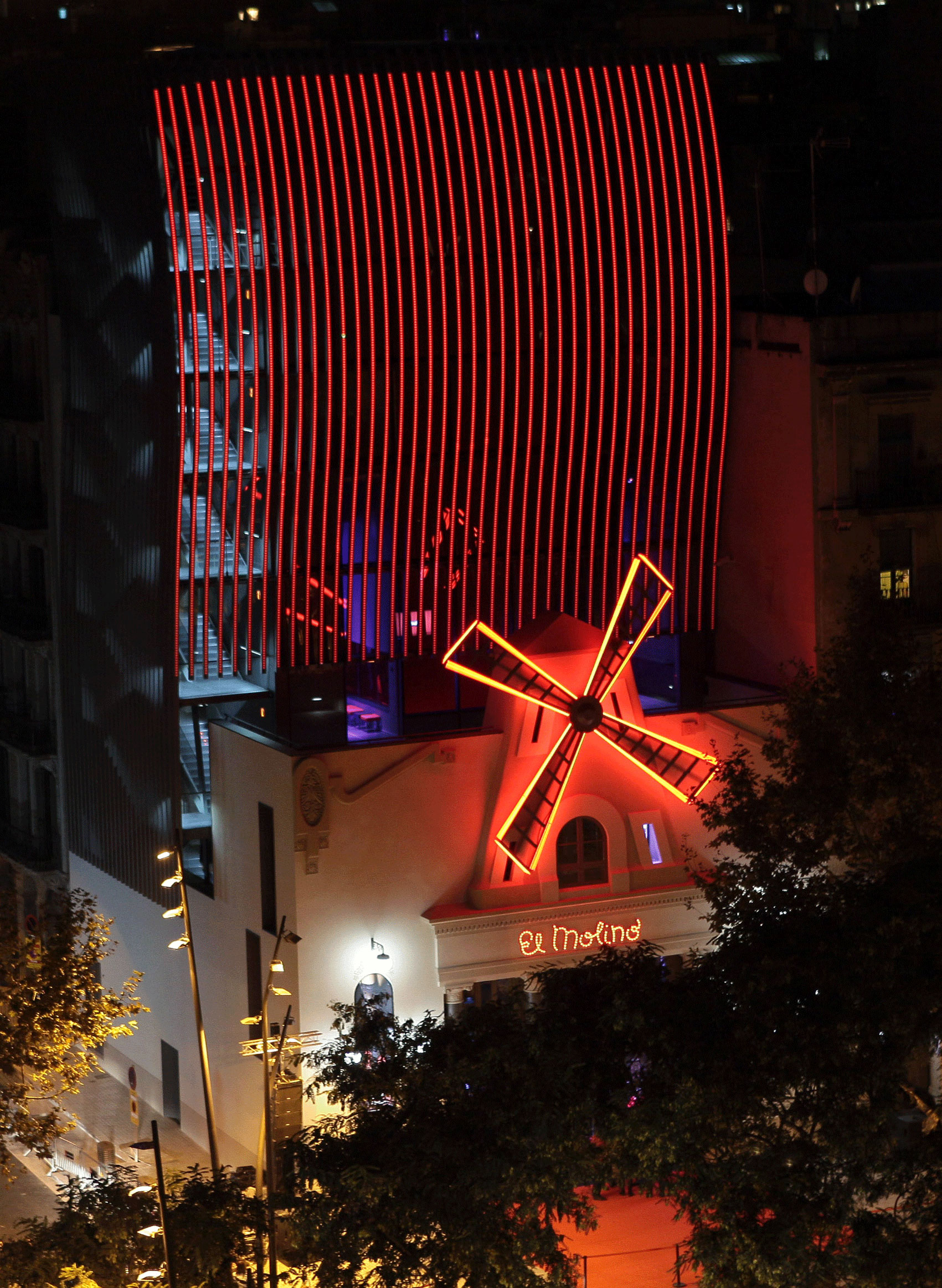
La facciata de El Molino in versione notturna

L'edificio originale del 1898 era sostanzialmente una costruzione provvisoria in legno. Nel 1910, Manuel Joaquim Raspall ricevette l'incarico per la costruzione di un edificio permanente. Raspall aveva già esperienza di edilizia teatrale, avendo contribuito alla costruzione del Teatro Còmic (anch'esso situato nel Paral·lel), del Granvia e del Teatre Triunfo.
Benché considerato un architetto modernista, Raspall passò rapidamente al noucentisme e El Molino testimonia questa tendenza. La nuova costruzione fu inaugurata il 17 dicembre 1910 come Petit Moulin Rouge, ma era noto familiarmente semplicemente come Moulin.
Nel 1929 Josep Alemany i Juvé fu incaricato di realizzare una facciata che rispecchiasse l'iconografia del nome e fu quindi aggiunta l'immagine del mulino dalle pale rosse. Alemany aveva già realizzato altre costruzioni a Barcellona, come ad esempio la cooperativa Lleialtat santsenca. Questa facciata si mantenne sostanzialmente inalterata fino al 1997, anno di chiusura del Molino, a parte piccole modifiche posteriori legate alla manutenzione.
Dopo la chiusura, furono avviate trattative con impresari russi, ma alla fine la struttura venne acquisista dal gruppo catalano Ociopuro, che oltre a rinnovare la programmazione decise di rinnovare l'edificio stesso, incaricando BOPBAA Arquitectes (Josep Bohigas i Arnau, Francesc Pla i Ferrer e Iñaki Baquero Riazuelo) e l'impresa costruttrice Altiare. Dopo una scelta tra diverse soluzioni, ognuna rispecchiante una diversa visione del nuovo Molino, la realizzazione del progetto definitivo ebbe inizio nel 2006 e fu portata a compimento nell'ottobre 2010. I lavori edilizi ebbero un costo di 3 milioni di euro, a cui seguirono altri 3 milioni per le installazioni speciali e la sistemazione degli interni.
Dell'edificio originale furono mantenuti soltanto la facciata di Raspall con il mulino aggiunto da Alemany. Innalzato con una struttura arretrata di sei metri rispetto alla facciata, l'edificio comprende ora cinque piani, a cui è stato aggiunto un piano sotterraneo che ospita la cucina e i magazzini. Il terzo piano ospita una balconata interna e un bar affacciato sul carrer Vila i Vilà. I macchinari di scena sono ospitati nei due piani superiori, il quarto e il quinto. L'ampliamento in altezza è stato arretrato di sei metri in direzione del carrer Roser per non interferire con la silhouette delle pale del mulino e ospita le sale di prova e i camerini. L'ampliamento si trova immediatamente dietro alle pale del mulino, al posto del terrazzo dell'edificio originale, e copre tutta la larghezza dell'edificio; sul lato della facciata, la nuova struttura è stata rivestita di lamine metalliche ondulate ricoperte di led di colore cangiante. La superficie costruita complessiva è pari a 2 050 m2, con una superficie utile di 1 600 m2.

### Interno

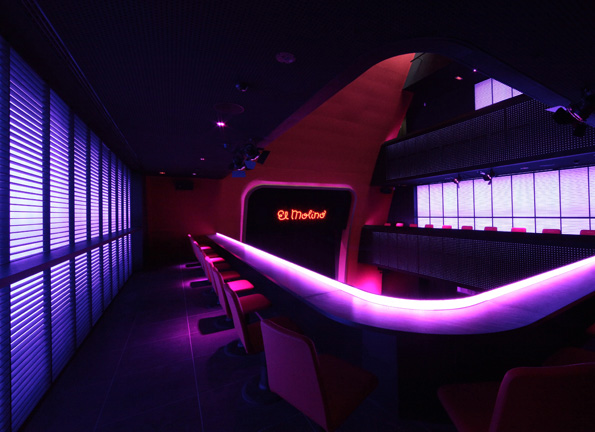
L'ambiente interno

L'interno del Molino è stato completamente modificato nella ristrutturazione del 2006-2010. I piani superiori sono suddivisi tra la platea e la galleria per una capienza totale di 250 posti. L'interno conserva le dimensioni originali con il bar sulla sinistra e ospita anche il piano che fu della vedette Bella Dorita. La piccola buca d'orchestra è stata trasformata in un sistema di piattaforme mobili.
L'impostazione degli interni è stata realizzata da Fernando Salas, a cui era stato richiesto di rispettare l'ambiente originale del Molino, tenendo però in considerazione i nuovi spazi di servizio prima assenti, come per esempio i camerini, le sale di prova e il magazzino dei costumi e del materiale tecnico. Lo spazio scenico, con una platea e due piccole gallerie sovrapposte, è di tipo multi-uso ed è dotato di teatro di posa. I magazzini e le cucine sono stati realizzati in un sotterraneo collegato alla platea e alle gallerie sovrastanti tramite un montacarichi, per poter servire agli spettatori consumazioni e cene durante gli spettacoli. L'unica scala dell'edificio è posta al di fuori della facciata originale, verso carrer Roser.
L'interno collega le due facciate con una lingua rossa, in parte ondulata, su cui gli spettatori si muovono come fossero all'interno di una bocca. La lingua è realizzata in cartongesso perforato, un materiale economico che evita riverberi, permette un buon ascolto e possiede buone caratteristiche elettroacustiche.
La decorazione in genere è subordinata allo spettacolo e gli spazi prossimi al palcoscenico sono stati concepiti perché ne possano costituire un prolungamento se lo spettacolo lo richiede. Predomina il colore nero. La platea presenta una barra in marmo nero e la disposizione dei posti a sedere è modificabile. Gli elementi architettonici della cassa, della platea e delle gallerie si limitano a pochi elementi puntuali, utilizzati generalmente per caratterizzare queste zone a seconda della stagione o dello spettacolo. Un esempio sono le pareti laterali retroilluminate, che consentono di modificare l'uso dello spazio tramite il controllo dei diversi effetti di luce e colore. Anche le ringhiere delle gallerie sono retroilluminate così come sono evidenziati con luci i ripiani in vetro del bar che ospitano le bottiglie. In tutto l'interno, l'illuminazione basata su giochi di luce a led è funzionale allo spettacolo in programma al momento.
All'interno del terzo piano, sfruttando la terrazza tra le due facciate (quella nuova, più alta, è situata sei metri più indietro rispetto a quella originale) è stato ricavato un cocktail bar, il Golden Bar. Il resto del piano è una sala polivalente dalla pareti in vetro in comunicazione visiva diretta col bar. Il Golden Bar è un locale dal soffitto alto in cui predomina il colore nero usato nei materiali pregiati (marmo e ceramica), decorato da due figure dorate che richiamano Carmen Amaya e Joséphine Baker, da un elenco, anch'esso di colore oro, di tutti gli artisti che si sono esibiti nell'antico Molino e una grande foto murale della vedette Christa Leem, opera di Josep Ribas. A richiamo della decorazione della platea, e di quella tipica dei cabaret, i ripiani per le bottiglie del bar sono contornati di luce, vi sono pannelli a led di colore e intensità variabili e un lungo sofà tapezzato in capitonné rosso, parallelo a una serie di pouf allineati ad esso.
Il quarto piano, destinato ai servizi (spogliatoi, docce e bagni) e al lavoro quotidiano degli artisti è molto luminoso; in effetti, la sala prove è lo spazio più luminoso di tutto l'edificio, con la luce naturale che entra da due grandi finestroni ricavati nella facciata proprio per questo scopo. Le pareti sono completamente bianche e il rivestimento del suolo non è in parquet ma in piastrellato nero. Lo specchio e la barra di allenamento per i ballerini occupano tutta la parete.

## Artisti

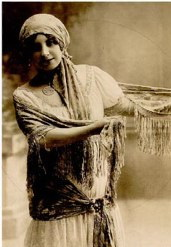
La Bella Dorita

Il palcoscenico del Molino ha ospitato numerosi artisti che saltavano la censura e la politica, la guerra e la fame, perché esso costituiva un mondo a parte con regole proprie, regalando alla Spagna una lezione di libertà, di sublimazione del popolare, di grandezza di quartiere e di erotismo sano e privo di ipocrisie.
Durante la prima metà del XX secolo si distinsero in particolare Granito de Sal, Condesita Zoe e Lola Montiel, ma la regina indiscussa fu, negli anni quaranta, la Bella Dorita, il cui pianoforte personale fa parte ora dell'arredamento del Molino ristrutturato..
Nel corso degli anni cinquanta, sessanta e settanta calcarono il palcoscenico del Molino artisti come Lander i Leanna, Mirco, Johnson, Escamillo, Pipper, Gardenia Pulido e Mary Mistral.
Negli anni ottanta e fino alla chiusura del 1997, si esibirono tra gli altri Amparo Moreno, Lita Claver (La Maña) e Merche Mar e lavorò come ballerina anche la cantante portoghese di ascendenza catalana Mísia nei suoi primi anni di attività.

## El Molino nel cinema
El Molino è stato utilizzato per le riprese di diversi film, tra cui la commedia musicale El último cuplé (1957), diretta da Juan Orduña con protagonista Sara Montiel, Las alegres chicas del Molino (1977), girato da José Antonio de la Loma all'interno del Molino con protagonisti gli artisti stessi del teatro Christa Leem e Pipper, e El extranger-oh! de la calle de la Cruz del Sur (1987), di Jordi Grau con José Sacristán, Emma Cohen, Teresa Gimpera e Gabino Diego.